# Škoda Fabia WRC
De Škoda Fabia WRC is een rallyauto, gebaseerd op de originele Škoda Fabia en ingedeeld in de World Rally Car categorie, die door Škoda werd ingezet in het Wereldkampioenschap Rally, tussen het seizoen 2003 en 2005.